# 黄花假杜鹃
黄花假杜鹃（学名：Barleria prionitis）是爵床科假杜鹃属的植物。分布在印度、中南半岛以及中国大陆的云南等地，生长于海拔600米的地区，多生长于路旁阳处灌丛中及常绿林下干燥处，目前尚未由人工引种栽培。